# Copa Audi 2015
La cuarta edición de la Copa Audi  se disputó en el estadio Allianz Arena de Múnich, Alemania, entre el 4 de agosto y el 5 de agosto de 2015, contando con la participación de cuatro equipos. La competencia fue organizada y promovida por el fabricante de automóviles Audi. Participaron el local Bayern Múnich junto con el Real Madrid de España, Tottenham Hotspur de Inglaterra y el Milan de Italia.

## Equipos participantes
| País       | Equipo            |
| ---------- | ----------------- |
| Alemania   | Bayern Múnich     |
| España     | Real Madrid       |
| Inglaterra | Tottenham Hotspur |
| Italia     | Milan             |

## Cuadro
|  | Semifinales       | Semifinales   |   |                   | Final        | Final       |  |
|  | 4 de agosto       | 4 de agosto   |   |                   | 5 de agosto  | 5 de agosto |  |
|  |                   |               |   |                   |              |             |  |
|  |                   |               |   |                   |              |             |  |
|  | Real Madrid       | 2             |   |                   |              |             |  |
|  | Tottenham Hotspur | 0             |   |                   |              |             |  |
|  |                   |               |   |                   |              |             |  |
|  |                   |               |   |                   |              |             |  |
|  |                   |               |   |                   | Real Madrid  | 0           |  |
|  |                   | Bayern Múnich | 1 |                   |              |             |  |
|  |                   |               |   |                   |              |             |  |
|  |                   |               |   |                   |              |             |  |
|  |                   |               |   |                   | Tercer lugar |             |  |
|  |                   |               |   | 5 de agosto       |              |             |  |
|  | Bayern Múnich     | 3             |   | Tottenham Hotspur | 2            |             |  |
|  | Milan             | 0             |   |                   | Milan        | 0           |  |

## Partidos

### Semifinales
| 4 de agosto de 2015, 18:00 (CEST) | Real Madrid          | 2:0 (1:0) | Tottenham Hotspur | Allianz Arena, Múnich   |                         |
|                                   | James 36' · Bale 78' |           |                   | Árbitro(s): Günter Perl | Árbitro(s): Günter Perl |

| 4 de agosto de 2015, 20:30 (CEST) | Bayern Múnich                            | 3:0 (1:0) | Milan | Allianz Arena, Múnich    |                          |
|                                   | Bernat 23' · Götze 74' · Lewandowski 85' |           |       | Árbitro(s): Peter Sippel | Árbitro(s): Peter Sippel |

### Tercer lugar
| 5 de agosto de 2015, 18:15 (CEST) | Tottenham Hotspur       | 2:0 (1:0) | Milan | Allianz Arena, Múnich       |                             |
|                                   | Chadli 8' · Carroll 71' |           |       | Árbitro(s): Robert Hartmann | Árbitro(s): Robert Hartmann |

### Final
| 5 de agosto de 2015, 20:45 (CEST) | Real Madrid | 0:1 (0:0) | Bayern Múnich   | Allianz Arena, Múnich   |                         |
|                                   |             |           | Lewandowski 88' | Árbitro(s): Felix Brych | Árbitro(s): Felix Brych |

| Campeón                  |
| Alemania                 |
| Bayern Múnich 3.° título |

## Goleadores
| Jugador            | Equipo            | Goles |
| ------------------ | ----------------- | ----- |
| Robert Lewandowski | Bayern Múnich     | 2     |
| Mario Götze        | Bayern Múnich     | 1     |
| Juan Bernat        | Bayern Múnich     | 1     |
| James Rodríguez    | Real Madrid       | 1     |
| Gareth Bale        | Real Madrid       | 1     |
| Nacer Chadli       | Tottenham Hotspur | 1     |
| Tom Carroll        | Tottenham Hotspur | 1     |

## Curiosidades
- Fue la primera edición del torneo en donde no participa un equipo sudamericano.
- Enfrentó por primera vez a Pep Guardiola y Rafa Benítez como entrenadores, venciendo éste primero.

| Predecesor: Copa Audi 2013 | Copa Audi 2015 | Sucesor: Copa Audi 2017 |

- Datos: Q20064994